# Foulques de Villaret
Foulques de Villaret ( – 1327. szeptember 1.) a Jeruzsálemi Szent János Ispotályos Lovagrend francia születésű nagymestere volt. Zsarnoki természete miatt lovagtársai megpróbálták megölni, majd leváltották posztjáról. XXIII. János pápa ugyan megsemmisítette a választás eredményét, de 1319 júniusában rávette a lemondásra.

## Élete
Nagybátyja, Guillaume de Villaret nagymester egyengette korai karrierjét a rendben. 1299-ben a flotta parancsnokának, 1303-ban a nagymester szárnysegédjének nevezték ki, 1305-ben, a nagymester halála után őt választották a rend élére. 1306. május 27-én Foulques de Villaret nagymester és a rend vezetése titkos találkozót tartott Limassol közelében a genovai Vignolo de' Vignolival, akivel megállapodtak Rodosz meghódításáról.
1306. június 23-án Villaret vezetésével két gálya, négy másik hajó, mintegy 35 lovaggal, hat levantei lovassal és ötszáz gyalogossal kifutott Limassolból. Csatlakozott hozzájuk néhány más hajó is, amelyet a genovaiak szereltek fel. Először Castellorizzón, a Rodoszhoz közeli kicsi szigeten kötöttek ki, majd megkezdték Rodosz elfoglalását. Az ostrom lassan haladt, Villaret diplomáciai erőfeszítéseket tett a rend erőforrásainak növelésére. A nagymesternek sikerült megszereznie a pápa és a francia udvar támogatását. 1307. szeptember 5-én V. Kelemen pápa a lovagrend birtokának minősítette Rodoszt.
1309 novemberében Villaret Genovából Nápolyba utazott. Onnan komoly flottával indult vissza az Égei-tengerre. A hajók áprilisban érkeztek meg Rodosz közelébe. A város augusztus 15-én kapitulált. Villaret fő célkitűzése a keresztény-muzulmán kereskedés akadályozása volt, ezért a johannita gályák lecsaptak minden hajóra, amelyet ezzel gyanúsítottak, és ezzel ellenfelükké tették a bizánciak és a velenceiek mellett a genovaikat is.
Villaret V. Kelemen pápa elvárásának megfelelően megkezdte a keresztények és a muzulmánok közötti kereskedelmi kapcsolatok szétzilálását. Az 1310-es éveket a rend és a keresztény kereskedők, elsősorban a genovaiak és a velenceiek vitái határozták meg. A genovaiak még Orkán menteşei emírt is felbérelték, hogy csapataival foglalja el Rodoszt.
A nagymester megkezdte a kapcsolatok szorosabbra húzását II. Jakab aragóniai királlyal. Ez a pápa utasításaival ellentétes volt, ugyanis az egyházfő azt akarta, hogy a lovagok támadják meg a katalán kolóniákat. A rend viszont abban bízott, hogy Jakab és a Mária ciprusi hercegnő frigyéből fiú születik, aki megkapja Ciprus és Jeruzsálem koronáját, és így lesz egy olyan erő a térségben, amely támogatja a johannitákat.
Villaret, miután megszilárdította rodoszi hatalmát, zsarnokoskodni kezdett, a rendben megjelent a korrupció. A keresztes hadjáratok terveivel nem törődött és egyre több pénzt követelt a nyugat-európai perjelségektől, amelynek jelentős részét később saját céljaira fordította. Egy száz nemest, Albert von Schwarzburgot kinevezte a rend ciprusi birtokainak parancsnokává, és elengedte az általa fizetendő adó felét. Az ehhez hasonló lépések miatt a rend hatalmas adósságot halmozott fel. 1317-ben a lovagok merényletet kíséreltek meg ellene, de sikerült Lindosz várába menekülnie, amelyet a lovagok megostromoltak. Végül a johanniták Maurice de Pagnac-ot választották nagymesternek, és júliusban arra kérték XXII. János pápát, hogy ismerje el választásukat.
Mindkét oldal a pápához fordult, aki Villaretet és Pagnac-ot is avignoni rezidenciájára kérette. Eközben Giraud de Pins irányította a rend működését az egyházfő nevében. A rendnek ugyan voltak bizonyos jogai a nagymester leváltására, de Villaret népszerű volt Európában, ezért XXII. János megsemmisítette az ellene hozott határozatot. Megerősítette, hogy Villaret a nagymester, ugyanakkor rábeszélte őt a lemondásra. 1319 júniusában Hélion de Villeneuve lett a johanniták nagymestere.
A pápa június 29-én Capua perjelének nevezte Villaretet. A volt nagymesterrel ott is problémák voltak, ezért az egyházfő római perjellé nevezte ki 1325-ben. Később megfosztotta hivatalától, és csak nyugellátást kapott. Villaret testvére otthonába, a Montpellierhez közeli Teyranba költözött, ahol egyszerű lovagként élt. 1327. szeptember 1-jén meghalt, és a Templomosok egykori montpellier-i templomában helyezték végső nyugalomra.